# Päpstliches Institut für Arabische und Islamische Studien

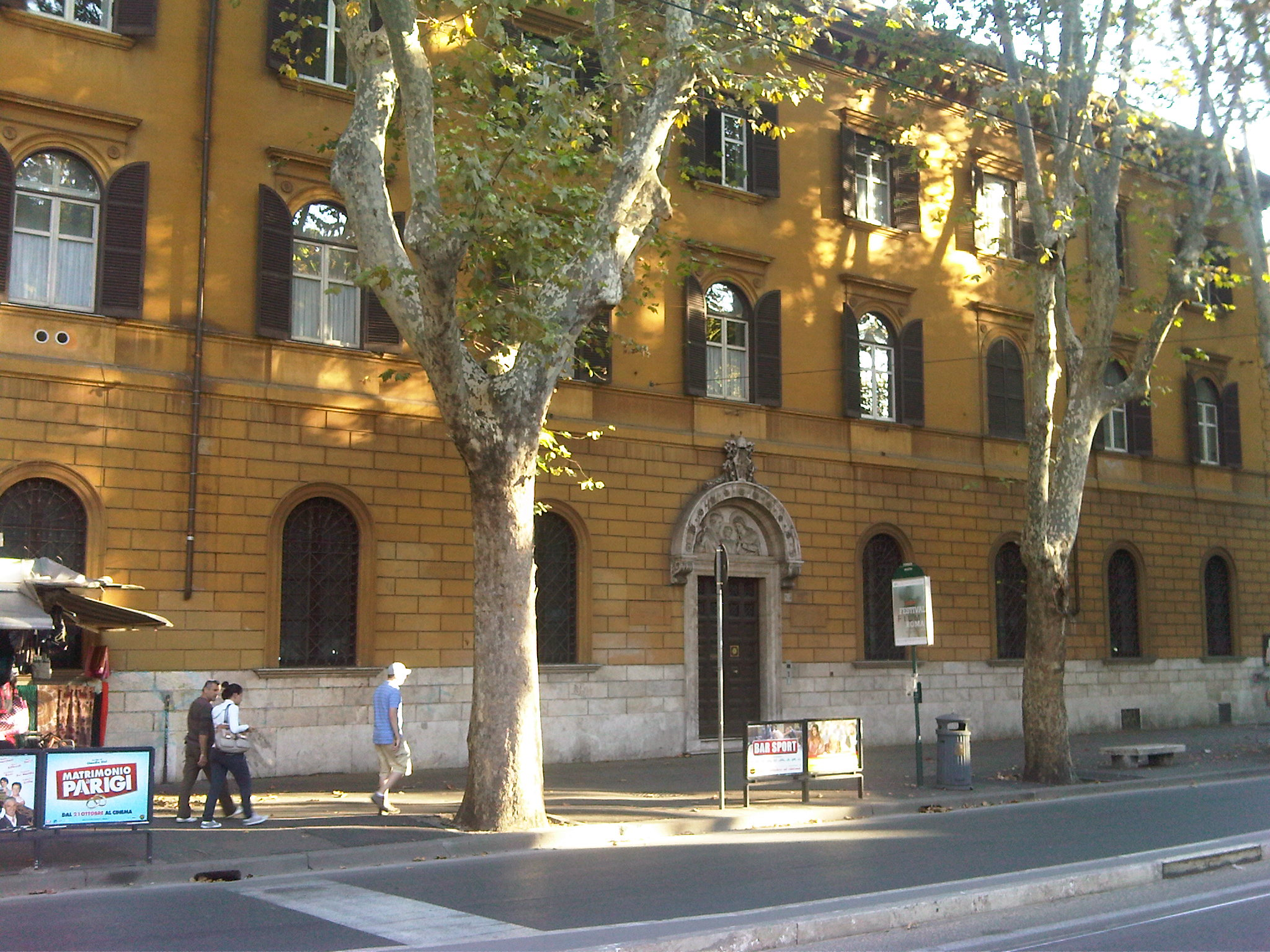
Päpstliches Institut für Arabische und Islamische Studien (PISAI), Viale di Trastevere 89, Trastevere, Rom

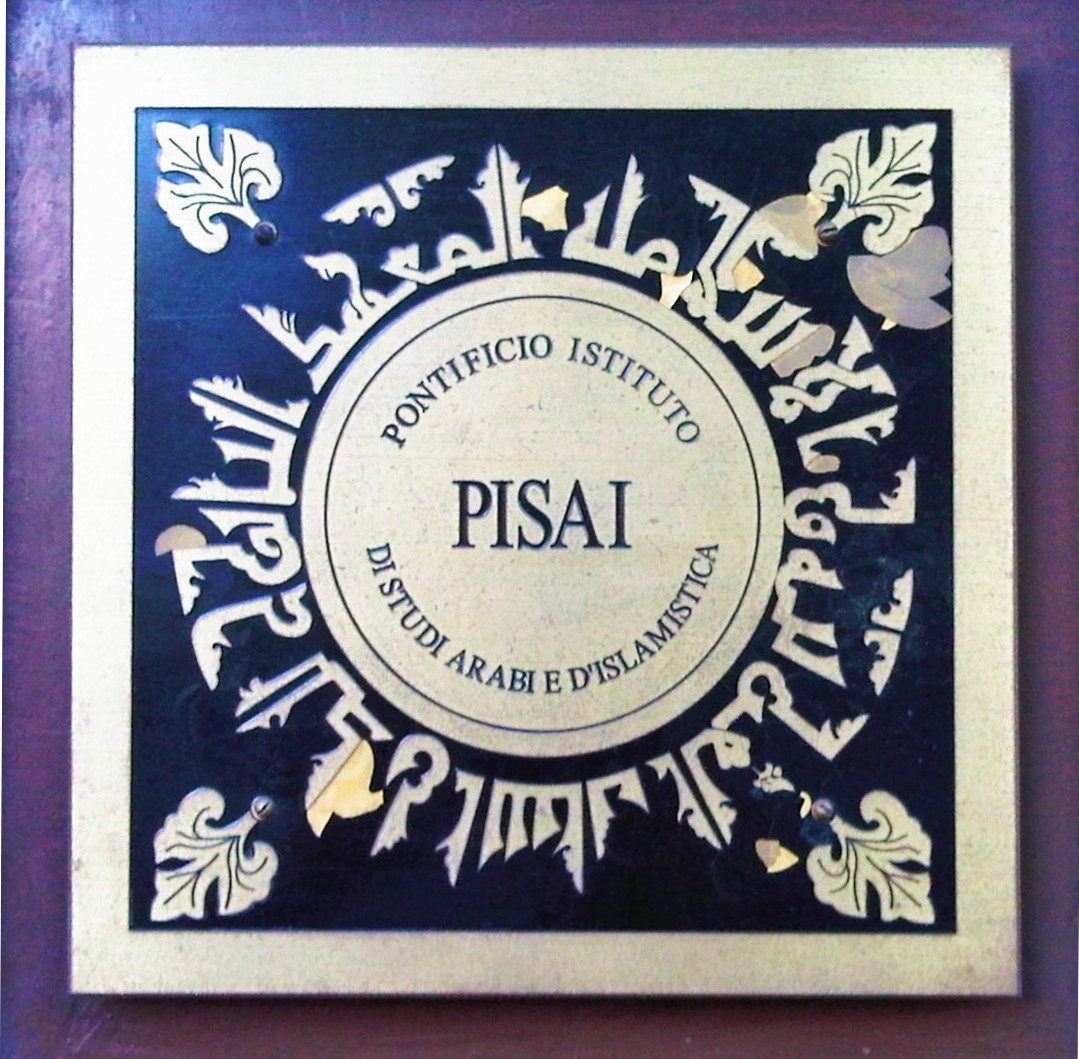
Eingangsplakette des PISAI

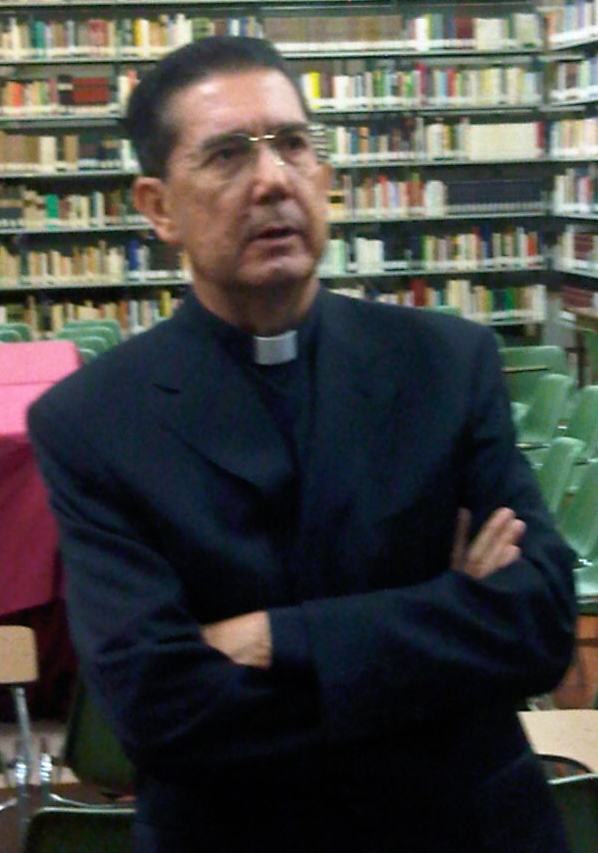
Miguel Ayuso Guixot MCCJ, Präsident des PISAI (2006–2012)

Das Päpstliche Institut für Arabische und Islamische Studien (italienisch: Pontificio Istituto di Studi Arabi e d’Islamistica, PISAI) ist eine Katholische Hochschule kanonischen Rechts mit Sitz in Rom und Kairo.

## Geschichte
Das Institut wurde 1926 auf Initiative der Gesellschaft der Missionare von Afrika (Weiße Väter) durch den Heiligen Stuhl gegründet. Es hatte zunächst seinen Sitz in Tunis und wurde 1956 nach Rom verlegt. 1960 wurde es als Päpstliches Institut durch Papst Paul VI. anerkannt. Seit 1997 gehört das Dar-Comboni-Zentrum für Arabische Studien in Kairo zum PISAI.

## Institut
Das Institut hat als Ziel, eine qualifizierte Vorbereitung von Christen für die Auseinandersetzung und den interreligiösen Dialog mit dem Islam zu ermöglichen.
Etwa 25 Professoren aus verschiedenen christlichen Konfessionen und aus der islamischen Tradition unterrichteten ungefähr 1300 Studenten in englischer, französischer und arabischer Sprache. Der Abschluss in den arabischen und islamischen Studien ist als Diplom, Lizentiat und Doktorat möglich. Pflichtfach aller Studenten ist die arabische Sprache, die den Zugang zu den grundlegenden Texten des Islam ermöglicht. Promotionsstudien sind in Arabistik und Islamwissenschaft möglich.
Großkanzler ist seit 2022 José Tolentino Kardinal Calaça de Mendonça, Präfekt des Dikasteriums für die Kultur und die Bildung; Vizegroßkanzler ist seit 2016 Stanley Lubungo MAfr, der Generaloberer der Weißen Väter.
Das PISAI wird unterstützt durch die Päpstliche Stiftung »Centesimus Annus Pro Pontifice (CAPP)«.

## Rektoren
- Michael Fitzgerald MAfr (1972–1978)
- Justo Lacunza MAfr (..–2006)
- Miguel Ayuso Guixot, MCCJ (2006–2012)
- Valentino Cottini (2012–2018)
- Diego Ramón Sarrió Cucarella MAfr (2018–2024)
- Wasim Salman (seit 2024)